# Хлопаки (4-й сезон)
Завершений четвертий сезон американського супергеройського телесеріалу «Хлопаки», першого серіалу франшизи, заснованої на однойменних коміксах. Книги були написані Гартом Еннісом і Деріком Робертсоном, а для телебачення адаптовані американським письменником і телепродюсером Еріком Кріпке. Очікується, що сезон вийде в 2024 році.
Четвертий сезон шоу буде створено Sony Pictures Television у співпраці з Point Grey Pictures, Original Film, Kripke Enterprises, Kickstart Entertainment і KFL Nightsky Productions. У ньому знімуться Карл Урбан, Джек Квейд, Ентоні Старр, Ерін Моріарті, Джессі Т. Ашер, Лаз Алонсо, Чейс Кроуфорд, Томер Капон, Карен Фукухара, Натан Мітчелл, Колбі Мініфі, Клаудія Думіт, Кемерон Кроветті, Велорі Керрі та Сьюзан Гейворд. У сезоні Вікторія Нойман все ближче до Овального кабінету і під жорстким контролем Хоумлендера, який зміцнює свою владу. Коли на карту поставлено більше, ніж будь-коли, Хлопаки та Бутчер повинні знайти спосіб співпрацювати та врятувати світ, поки не пізно.

## Епізоди
| № серії (загалом) | № серії (в сезоні) | Назва серії                                 | Режисер(и)        | Сценарист(и)             | Оригінальна дата виходу |
| --- | ------------------ | ------------------------------------------- | ----------------- | ------------------------ | ----------------------- |
| 25 | 1                  | «Відділ брудних трюків»                     | Філіп Сгріккіа    | Девід Рід                | 13 червня 2024          |
| ЦРУ доручає "Хлопакам" ліквідувати Ноймана, але місія йде шкереберть, коли їм не вдається вбити Ноймана, і на групу нападає її донька Зої. Райан дізнається, що Бутчеру залишилося жити приблизно півроку. Хоумлендер, одержимий своїм старінням і ситий по горло своєю групою підлабузників, вербує сестру Сейдж приєднатися до "Сімки". Хоумлендера визнають невинним. Вони з Сейдж вбивають трьох своїх прихильників і влаштовують бунт, звинувачуючи у всьому "Зоряних". Бутчер домовляється про зустріч з Нойманом, щоб обмінятися файлами з Червоної річки, але в останню мить змінює плани після галюцинації з Беккою. Г'юї дізнається, що його батько переніс інсульт, і возз'єднується з матір'ю. |                    |                                             |                   |                          |                         |
| 26 | 2                  | «Життя серед септиків»                      | Карен Гавіола     | Джессіка Чоу             | 13 червня 2024          |
| Бутчер каже Хлопцям, що йому залишилося жити недовго, і його виганяють. Однак Бутчер стежить за ними і допомагає їм шпигувати за Сейджем, який вербує ультраправого Супе Файркрекера на TruthCon. Біллі та Е.М. сваряться, через що перший з них покидає конференцію. Їхній план зривається, коли втручаються Мудрець, Петарда та Сплінтер. Починається бійка, під час якої повертається Бутчер і вбиває Сплінгера, а Петарда після цього тікає. Почуваючись винним у своїх діях, А-Трейн віддає Г'юї та Енні файли про звинувачених у вбивстві "Зоряних світил". Хомлендер і Сейдж організовують першу публічну місію Райана - рятувальну операцію за сценарієм. Місія закінчується жахливо, коли Homelander з'являється не за сценарієм і змушує Райана вбити каскадера, замаскованого під злочинця. Бутчер розповідає Е.М. про своє повернення до "Хлопаків", але безрезультатно. |                    |                                             |                   |                          |                         |
| 27 | 3                  | «Ми підіймемо червоний прапор майоріти тут» | Фред Той          | Еллі Монахан             | 13 червня 2024          |
| Хоумлендер представляє Сейдж і Петарду, як нових членів "Сімки" і призначає Сейдж новим генеральним директором замість Ешлі. Бучер зустрічається з другом, Джо Кесслером, і вони придумують план викрадення Райана. Перший організовує зустріч з Райаном, щоб накачати його наркотиками, але натомість вони проводять час разом, зближуючись. М.М. вербує Потяг-"А", як шпигуна, який неохоче погоджується. Френчі та Кіміко вирушають на завдання знищити осередок Визвольної армії "Сяйво". Під час місії Френчі під наркотиками бачить галюцинації про своє минуле, а Кіміко стикається зі старою знайомою. Енні стикається з Петардою, яка розповідає, що затаїла на неї образу через чутки, які вона поширила про неї в дитинстві та, які зруйнували її кар'єру. Г'юї та М.М. проникають на зустріч Хомлендера, Нойман та Сейджа, щоб убити Роберта Сінгера, але все йде шкереберть, коли Хомлендер виявляє Г'юї; його рятує Потяг-"А". Мати Г'юї, Дафна, розповідає, що депресія та невдала спроба самогубства стали причиною її від'їзду. Райан повертається до своєї кімнати, але наштовхується на догану від Хомлендера за відвідини Бучером, що призводить до психічного зриву Хомлендера. |                    |                                             |                   |                          |                         |
| 28 | 4                  | «Мудрість віків»                            | Філ Сгричіа       | Джефф Олл                | 20 червня 2024          |
| Хоумлендер повертається до лабораторії, де його виростили, щоб знущатися і вбивати співробітників, за винятком її директора Барбари Фіндлі. Дафна має намір відключити Г'ю-старшого від апарату життєзабезпечення, що дуже розлючує Г'юї. Енні зустрічається з Сінгером, щоб допомогти йому, якщо той пообіцяє знищити Воута. Г'юї та Кіміко зустрічаються з Потягом-"А", щоб отримати Препарат V, який призначений для його батька. Потім вони потрапляють у засідку корпорації Сяйво, але відбиваються від них. M.M. повертає Бучера до "Хлопаків", і вони намагаються шантажувати Петарду, щоб та розкрила план Сейджа, але їм це не вдається. Петарда виступає на публічному виступі, організованому Сейдж, щоб дискредитувати Енні та розкрити інформацію, що вона зробила аборт. Обурена Енні жорстоко б'є її під час ефіру, підриваючи її репутацію, і Сінгер розриває з нею стосунки. Французик досліджує трейлер Петарди, але на нього нападає Єзекіїль. Бучер втручається перед тим, як втратити свідомість, але знаходить Єзекіїля мертвим. Пізніше він стежить за Г'юї, поки той отримує V від Потяга-"А". Бутчер зізнається, що приймав V, щоб вилікувати свою хворобу, але безрезультатно. Французик зізнається Коліну у вбивстві його сім'ї, за що той б'є його. Г'юї відвідує батька і виявляє, що йому вже ввели дозу V, яка вивела його з коми. Хомеландер залишає Барбару замкненою в кімнаті з її мертвими колегами. |                    |                                             |                   |                          |                         |
| 29 | 5                  | «Стережися Бурмоковта, сину мій»            | Шана Стайн        | Джудаліна Нейра          | 27 червня 2024          |
| Після того, як Г’ю-старший прокидається з коми, Дафна розповідає, що вона ввела V. М’ясник повідомляє Хлопцям про вірус, який вбиває суперів, вкрадений Нойманом. Він і М.М. відвідують Стена Едгара у в’язниці, пропонуючи угоду отримати вірус в обмін на амністію. Хлопаки та Едгар виявляють, що V та вірус тестують на тваринах на фермі, куди також прибуває Нойман. Після нападу мутованих сільськогосподарських тварин вони знаходять доктора Самера Шаха, у якого залишився останній зразок вірусу, але змушені використати його, щоб убити стадо мутованих овець. Після цього Самір зникає безвісти і вважається мертвим. М.М. повертає Едгара до в'язниці, але Нойман звільняє його. Уповноважений і збентежений Г'ю-старший вбиває пацієнтів у лікарні, поки Г'ю не зупиняє його. Хоумлендер заявляє, що Сімка тепер будуть «розгніваними богами» для «більшого блага». Ведучого новин Vought Кемерона Коулмана Ешлі виставила як витік інформації і Сімка вбивають його. Охоплений почуттям провини, Френчі здається поліції. Бутчер і Кесслер розповідають Саміру, що він живий і його викрали, щоб відтворити вірус. |                    |                                             |                   |                          |                         |
| 30 | 6                  | «Брудний бізнес»                            | Карен Гавіола     | Анслем Річардсон         | 4 липня 2024            |
| Хлопаки дізнаються, що Тек Найт влаштовує вечірку у своєму особняку за участю Нойман та Сімки; вони проникають на вечірку, видаючи Г'ю під Супе Павутинця. Коли Тек Найт дізнається, хто Г'ю, вони заходять в особняк, щоб врятувати його. М.М. стріляє Сейджу в голову прямо перед тим, як у нього напад паніки; Потяга-"А" рятує М.М., швидко доставляючи його до лікарні, а Сейдж виживає. Енні та Кіміко рятують Хьюі та стримують Тека Найта. Ці троє допитують Тек Найта, поки він не зізнається, що Хоумлендер і Сейдж планують використовувати його в'язниці як табори для інтернованих, перш ніж його вб'є його дворецький Елайджа. Хоумлендер і Нойман переконують сенаторів виступити проти Сінгера. Петарда розповідає Хоумлендеру про свою зустріч з Енні, розуміючи, що витік все ще живий. Тим часом Бутчер змушує Саміра відтворити та посилити вірус, достатньо сильний, щоб убити Хоумлендера. Коли Самір відкриває, що посилення вірусу потенційно може вбити кожного Супера на Землі, Кесслер змушує Бутчера продовжувати, але виявляє, що він є галюцинацією, оскільки справжній Джо Кесслер помер багато років тому. |                    |                                             |                   |                          |                         |
| 31 | 7                  | «Інсайдер»                                  | Катріона Маккензі | Пол Греллонг             | 11 липня 2024           |
| Бутчер вивільняє Френчі з в'язниці, щоб допомогти Саміру з вірусом. М.М. відмовляється від керівництва «Хлопаками», знову передає естафету Бутчеру та розглядає можливість піти з Монік і Джанін; Потяг-"А" переконує його не йти. Хлопаки виявляють план вбивства Сінгера, який реалізує невідомий мінливець Супер. Хомлендер вбиває Павутинника, вважаючи, що він є витоком. Х'ю їде в будинок Нойман, щоб переконати її припинити все, але марно. Хомлендер посилає Підводного та Чорного Нуара вбити Хлопаків, починаючи бійку з Бутчером та Енні, але їх рятують Потяг-"А" і M.M. Розлючений Хоумлендер звільняє Сейджу з «Сімки» за те, що вона приховувала Потяга-"А", який втік із країни разом із сім’єю, як витік інформації. Втомившись від маніпуляцій Воута та Хоумлендера, Раян перериває живе шоу, щоб виступити з промовою, і йде. Френчі та Кіміко примиряються, розповідаючи один одному, у чому вони звинувачують себе, перш ніж Самір вводить Кіміко дозу вірусу, яку він приготував, і втікає; Френчі відпилює ногу, щоб вірус не поширився. Бутчер непритомніє в барі. Енні опиняється закутою в кайданах десь у кімнаті, оскільки її втілювали та замінили мінливцем. |                    |                                             |                   |                          |                         |
| 32 | 8                  | «Вбивчі перегони»                           | Ерік Кріпке       | Джессіка Чоу і Девід Рід | 18 липня 2024           |
| Поки Бутчер відновлюється, його відвідують Меллорі та Райан. Вони розповідають про злочини Хоумлендера та про те, що Райан повинен його вбити. Однак Райан відмовляється і випадково вбиває Меллорі, після чого йде. Бутчер, зневірений цим, приймає свою темну сторону, підкоряючись Кесслеру. Тим часом Хоумлендер наказує іншим членам "Сімки" вбити всіх, хто володіє компрометуючою інформацією про них та Vought. Ешлі таємно вводить Вірус V. Френчі намагається витягнути вірус із відрізаної ноги Кіміко. Хлопці ховають Сінгера в підземному бункері, де виявляють, що Енні змінює форму і насправді є Перевертишем. Починається жорстока сутичка, під час якої справжня Енні з’являється і вбиває Перевертиша. Пізніше, коли Хоумлендер розкриває, що Нойман є супергероєм в ефірі, вона пропонує Г’ю перемир’я в обмін на захист для неї та її дочки Зої. Однак під час зустрічі Ноймана та "Хлопців" прибуває Бутчер і жорстоко вбиває Ноймана за допомогою своїх нових суперздібностей, використовуючи вірус, що перетворює його тіло на зброю. Після цього Сейдж повідомляє Хоумлендеру, що їхній план увінчався успіхом, оскільки Сінгера заарештовують за змову з "Хлопцями" щодо вбивства Ноймана. Новообраний президент США, спікер Палати представників Келхун, присягає на вірність Хоумлендеру та оголошує воєнний стан, даючи йому контроль над армією надлюдей. У кінці серії, Бутчер вирушає на самоті з вірусом, Зої відправляють до дитячого будинку "Ред-Рівер", а решта "Хлопців" потрапляють у засідку і захоплюються військами Воута під командуванням супергероїв. Енні вдається втекти. У сцені після титрів Келхун показує Хоумлендеру, що Солдатик перебуває в заточені. |                    |                                             |                   |                          |                         |

## Актори та персонажі

### Головні
- Карл Урбан — Біллі Бутчер
- Джек Квейд — Г'юї Кемпбелл[en]
- Ентоні Старр — Хоумлендер
- Ерін Моріарті — Енні Дженюері[en]
- Джессі Т. Ашер — Реджі Франклін / A-Train
- Лаз Алонсо — Марвін Мілк[en]
- Чейс Кроуфорд — Кевін Московіц / Підводний
- Томер Капон — Серж / Французик
- Карен Фукухара — Кіміко Міясіро / Жінка
- Натан Мітчелл[en] — Чорний Нуар II
- Колбі Мініфі[en] — Ешлі Барретт
- Клаудія Думіт — Вікторія «Вік Віп» Нойман / Надя
- Камерон Кроветті — Раян Бутчер[2]
- Велорі Керрі — Петарда[2]
- Сьюзан Гейворд[en] — Сестра Сейдж[2]

### Підтверджені
- Саймон Пегг — Х'ю Кемпбелл старший
- Джим Бівер — Роберт «Боб» Сінгер
- Меттью Едісон[en] — Кемерон Коулман
- Олівія Морандін[en] у ролі Зої Нойман
- Джеффрі Дін Морган
- Розмарі Девітт
- Роберт Бенедикт
- Елліот Найт

## Виробництво

### Розробка
10 червня 2022 року Amazon подовжив серіал на четвертий сезон.

### Кастинг
8 липня 2022 року було оголошено, що Натан Мітчелл (який зобразив Чорного Нуара в масці в перших трьох сезонах), незважаючи на смерть свого персонажа в третьому сезоні, продовжить зображати нову заміну Чорного Нуара в головній ролі в четвертому сезоні серіалу. 1 серпня 2022 року було повідомлено, що Кемерон Кроветті стане постійним актором серіалу, а Велорі Керрі та Сьюзан Гейворд були обрані новими постійними акторами четвертого сезону серіалу. 1 грудня 2022 року Розмарі Девітт, Роберт Бенедикт і Елліот Найт приєдналися до акторського складу в невідомих ролях для четвертого сезону.

### Зйомки
Зйомки четвертого сезону почалися 23 серпня 2022 року. Пегг завершив зйомки своїх сцен 18 січня 2023 року . Зйомки фіналу почалися 12 лютого, а Старр завершив зйомки своїх сцен 4 квітня. Зйомки четвертого сезону завершилися 12 квітня 2023 року.

## Реліз
28 червня 2023 року Ерік Кріпке написав у Твіттері, що вони призупиняють випуск нового сезону, доки не буде врегульовано страйк Гільдії сценаристів Америки. Вихід сезону запланований на 2024 рік.